# Guyancourt
Guyancourt je jugozahodno predmestje Pariza in občina v osrednjem francoskem departmaju Yvelines regije Île-de-France. Leta 1999 je naselje imelo 25.079 prebivalcev.

## Geografija
Naselje leži v osrednji Franciji 4 km vzhodno od Montigny-le-Bretonneuxa in 22 km od središča Pariza. Od leta 1971 je del takrat nastalega pariškega predmestja Saint-Quentin-en-Yvelines.

## Administracija
Guyancourt se nahaja v kantonu Montigny-le-Bretonneux, v katerega je vključena še istoimenska občina; v slednji je sedež kantona s 60.295 prebivalci.

## Zgodovina
Na ozemlju Guyancourta so bili najdeni številni predmeti iz neolitika.
V času Ludvika XIV. je Guyancourt postal del "Velikega parka", ki se je raztezal okoli Versajske palače.

## Pobratena mesta
- Comé
- Linlithgow
- Pegnitz